# Lütau
Lütau település Németországban, Schleswig-Holstein tartományban. Lakosainak száma 674 fő (2023. december 31.).

## Népesség
A település népességének változása:
| Lakosok száma | 564  | 714  | 704  | 705  | 700  | 674  |
|               | 1975 | 2017 | 2019 | 2021 | 2022 | 2023 |